# Saint-Étienne-du-Vigan
Saint-Étienne-du-Vigan település Franciaországban, Haute-Loire megyében. Lakosainak száma 90 fő (2022. január 1.). Saint-Étienne-du-Vigan Landos, Pradelles, Rauret, Saint-Paul-de-Tartas és Naussac-Fontanes községekkel határos.

## Népesség
A település népessége az elmúlt években az alábbi módon változott:
| Lakosok száma | 228  | 134  | 110  | 123  | 104  | 100  | 100  | 98   | 96   | 90   |
|               | 1968 | 1982 | 1990 | 2006 | 2013 | 2015 | 2017 | 2019 | 2020 | 2022 |